# Cáo Yǔ
Cáo Yǔ, (曹禺), alla nascita Wan Jiabao (萬家寶) (Tientsin, 24 settembre 1910 – 13 dicembre 1996), è stato un drammaturgo e sceneggiatore cinese, il più importante del XX secolo.
Le sue opere più note sono Temporale (1933), Aurora (1936) e L'uomo di Pechino (1940). L'affermazione in Cina del teatro parlato durante il XX secolo si deve soprattutto all'influenza di Cáo Yǔ.

## Biografia
Cáo Yǔ nacque in una famiglia agiata di Qianjiang nella provincia dello Hubei. Ancora bambino, la sua famiglia si trasferì per affari a Tianjin dove suo padre lavorò per un certo periodo come segretario del presidente Li Yuanhong. Tianjin era una città cosmopolita, sensibile all'influenza occidentale, e la madre di Yǔ lo condusse spesso ad assistere a rappresentazioni teatrali di opere occidentali che all'epoca stavano diventando popolari, oltre alle tradizionali opere cinesi.
Il teatro d'ispirazione occidentale, chiamato huàjù (話劇 / 话剧) si stava affermando grazie all'influenza di intellettuali di spicco come Chen Duxiu e Hu Shi, che promuovevano una campagna di rinnovamento all'insegna dell'anti-imperialismo e della rivalutazione dei tratti della cultura cinese, come il Confucianesimo. L'impresa portò nel 1919, al cosiddetto Movimento del 4 maggio.
Fra il 1920 e il 1924 Cáo Yǔ frequentò la scuola superiore di Nankai, che offriva programmi di studio d'ispirazione occidentale. La scuola aveva organizzato una compagnia drammatica che metteva in scena drammi europei, in particolare quelli di Ibsen e O'Neill, autori che godevano di una certa popolarità in Cina dopo le traduzioni curate da Hu Shi.
Al termine degli studi superiori, Cáo Yǔ si iscrisse dapprima a Scienze politiche all'Università di Nankai, poi, l'anno seguente, all'Università Tsinghua, dove conseguì la laurea in Lingue e letterature occidentali. Nel corso dei suoi studi, Cáo Yǔ migliorò le sue conoscenze del russo e dell'inglese, e acquistò familiarità con autori come Bernard Shaw e Eugene O'Neill, Anton Čechov e Maksim Gor'kij, oltre a tradurre autori classici come Euripide ed Eschilo. Durante l'ultimo anno di università, Cáo Yǔ completò la stesura del suo primo lavoro, Il temporale, che divenne una pietra miliare nella storia del teatro cinese del XX secolo. Il dramma narrava la disgregazione e la decadenza di una famiglia, a seguito di un incesto, e provocò sensazione anche per la scabrosità dell'argomento trattato, oltre che per la chiara derivazione dalla drammaturgia occidentale. Pubblicato in una rivista letteraria fondata da Zheng Zhenduo e Jin Yi, il dramma fu messo in scena per la prima volta a Jinan e successivamente, con successo, a Shanghai e a Tokyo.
Fra il 1936 e il 1937 Cáo Yǔ scrisse altri due drammi, L'aurora e Il campo. Quest'ultimo, fortemente influenzato dal teatro di O'Neill, ebbe meno successo dei precedenti, e i critici, già condizionati dal dilagante realismo socialista, ne criticarono fortemente gli elementi fantastici e soprannaturali.
Dopo l'invasione giapponese della Cina, nel 1937, Cáo Yǔ si rifugiò a Chongqing, al seguito del governo di 
Chiang Kai-shek. Qui scrisse il suo quarto dramma, La Metamorfosi, di contenuto fortemente patriottico. Messo in scena per la prima volta nel 1939, il dramma è ambientato in un ospedale militare bombardato dall'esercito giapponese.
Nel 1940, Cáo Yǔ finì la stesura della sua quinta opera, L'uomo di Pechino. Considerato il suo lavoro più profondo, il dramma racconta le vicende di una famiglia incapace di adattarsi ad i cambiamenti sociali che hanno distrutto il mondo e la cultura tradizionale nei quali sono vissuti. Il titolo alludeva al cosiddetto uomo di Pechino, l'antenato della razza umana vissuto nel nord della Cina centinaia di migliaia di anni prima.
Nel 1941, ancora a Chongqing, Cáo Yǔ scrisse un adattamento teatrale de La famiglia, del celebre romanziere Ba Jin. L'ultimo lavoro scritto durante l'occupazione giapponese fu Il ponte, pubblicato nel 1945 e messo in scena, dopo la fine della guerra, nel 1947.
Durante il suo soggiorno a Chongqing, Cáo Yǔ insegnò alla Scuola di Arte drammatica della città, e completò la traduzione in cinese di Romeo e Giulietta di Shakespeare
Dopo la fine della guerra, Cáo Yǔ intraprese un viaggio negli Stati Uniti con un altro famoso scrittore cinese, Lao She. Al ritorno, lavorò come sceneggiatore per una casa di produzione cinematografica di Shanghai. Nel 1946 scrisse e diresse il film Giorni del sole splendente (艷陽天 / 艳阳天; Yànyángtiān).
Seguirono, negli anni successivi: Cieli azzurri (1956) e Il coraggio e la spada (1961), il suo primo dramma storico. Ambientato alla fine della dinastia Zhou, l'opera contiene allusioni alla politica di Mao. Durante la Rivoluzione Culturale Cáo Yǔ fu oggetto di attacchi che gli causarono grandi sofferenze. Egli fu comunque riabilitato dopo la morte di Mao e con la salita al potere di Deng Xiaoping.
L'ultimo dramma scritto da Cáo Yǔ è stato Wang Zhaojun, nel 1979. L'autore è scomparso a Pechino, il 13 dicembre 1996, all'età di 86 anni.

## Opere
- Temporale (雷雨 Léiyǔ), 1934. L'orage. Pekin, Editions en langues etrangeres, 1962 (in francese). Thunderstorm. Peking, Foreign languages press, 1978 (in inglese).
- Aurora (日出 Rìchū), 1936. Sunrise: a play in four acts (A.C.Barnes). Peking, Foreign Languages Press, 1978 (in inglese).
- Il campo (原野 Yuányě), 1937. The Wilderness (Christopher C. Rand and Jo). Hong Kong, Hong Kong University Press, 1980 (in inglese).
- La metamorfosi (蛻變 / 蜕变 Tuìbiàn), 1940.
- L'uomo di Pechino (北京人 Běijīng rén), 1940.Peking Man (Leslie Nai-kwai Lo et al.). New York, Columbia University Press, 1986 (in inglese).
- La famiglia (家 Jiā), 1941.
- Il ponte (橋 / 桥 Qiáo), 1945.
- Cieli azzurri (明朗的天 Mínglǎng de tiān), 1956. Bright skies (Chang Pei-chi). Peking, Foreign Languages Press, 1960 (in inglese).
- Il coraggio e la spada (膽劍篇 / 胆剑篇 Dǎn jiàn piān), 1961.
- Wáng Zhāojūn (王昭君), 1979. The Consort of Peace (Monica Lai). Hong Kong, Kelly Walsh, c1980 (in inglese).